# 久保美紗恵
久保 美紗恵（くぼ みさえ、2月7日 - ）は、南日本放送報道部所属のニュースキャスター。

## 人物
- 大阪府出身。大学在学中は東京アナウンスセミナー[1]とテレビ朝日アスク[2]に通っていた。

- 大学卒業後の2008年に記者として入社。同期入社には清川真衣元アナウンサーがいる。[3]

- 2013年11月、前任の竹内梢キャスターの退社に伴いニュースキャスターに抜擢。

- ニュースキャスター就任前もスポーツキャスターとして、MBCニューズナウに出演することがあった。

## 担当番組
- MBCニュース

## 過去の担当番組
- MBCニューズナウ（水曜 2013.11-2014.3）